# Oscar Peñas Cambray
Oscar Penãs Cambray (Barcelona, 13 d'agost de 1972) és un guitarrista i compositor de jazz català resident a Nova York. Ha fet quatre discos en els quals ha col·laborat amb Esperanza Spalding, Gil Goldstein o Paquito D'Rivera.

## Biografia
El seu avi matern, Joan Cambray, tocava la trompeta en orquestres de festa major o al cinema Niza, a prop de la Sagrada Família de Barcelona, i en algunes ocasions havia tocat amb Xavier Cugat. Però les seves primeres passes en la música les va fer amb una guitarra amb els Minyons Escoltes.
Va abandonar la carrera de Dret i va assistir al Taller de Músics de Barcelona. El 1997 ingressà al Berklee College of Music de Califòrnia i després va tornar a Barcelona durant set anys. Va tornar a marxar als Estats Units amb una beca a la Universitat de Boston per tres anys i es va quedar a Nova York.
El 2008 va tocar al festival Bam de Barcelona.

## Discografia
- Astronautus Fresh Sound Records 2003
- The Return of Astronautus Fresh Sound Records 2005
- From Now On Brooklyn Jazz Underground Records 2011[3]
- Music of Departures and Returns Musikoz 2014